# Sarapaka
Sarapaka is een census town in het district Bhadradri Kothagudem van de Indiase staat Telangana. De plaats is gelegen aan de oever van de Godavari. Een brug verbindt Sarapaka met Bhadrachalam.

## Demografie
Volgens de Indiase volkstelling van 2001 wonen er 16.973 mensen in Sarapaka, waarvan 51% mannelijk en 49% vrouwelijk is. De plaats heeft een alfabetiseringsgraad van 65%. 